# Parthenos sylvia
Parthenos sylvia és una espècie de lepidòpter ditrisi de la família dels nimfàlids (Nymphalidae) pròpia del sud i sud-est d'Àsia a l'Índia (Ghats Occidentals, Assam), Myanmar, Sri Lanka, Sud-est Asiàtic (Malàisia, Filipines) i Oceania (Nova Guinea). Inclou 37 subespècies.
Habita sobretot en àrees boscoses. Aquesta papallona és ràpida i sol volar movent les seves ales rígidament entre l'horitzontal i alguns graus sota ella.
La larva és cilíndrica de color verd pàl·lid amb ratlles groc blanquinoses als costats. El cap i el segment anal proveït d'espines curtes i simples. Els segments tercer al dècim amb espines llargues i ramificades de color vermell fosc. Les espines en l'anell 3 i 4 són més llargues. La pupa és color cafè i té forma de pot.